# L-04C
ドコモ スマートフォン Optimus chat L-04C（ドコモ スマートフォン オプティマス チャット エル ぜろ よん シー）は、LGエレクトロニクスによって開発された、NTTドコモの第三世代携帯電話（FOMA）端末である。ドコモ スマートフォンの端末。

## 概要
海外では多数のスマートフォンを提供しているLGエレクトロニクスが初めて日本国内向けとして発売したスマートフォンである。OSにはAndroid 2.2を搭載し、全面タッチパネルと日本で発売されるAndroid端末としては初となる、スライド式のQWERTYキーボードを配した形状となる。タッチパネルはフルタッチ式の静電式を採用し、キーボードを閉じた状態でも利用することが可能となっている。スライドを閉じた状態では、正面下部に、電話の発信ボタン、終話ボタン、ホームボタンのハードキーがあるほか、タッチ式のメニューキー、戻るキー、サーチキーをそなえている。また右サイドに音量調整ボタンがある。
2010年秋以降高スペックスマートフォンを投入してきたNTTドコモでは本機種をスマートフォンのエントリーモデルとして位置づけており、画面解像度やCPU等のスペックや機能を抑えることで、販売価格を低く抑えている。
初心者でもスマートフォンを使えるように、ユーザーインターフェースもドコモケータイのメニュー構成が反映されている。また通常のAndroidやサードパーティ製のホーム画面に変更することも可能。

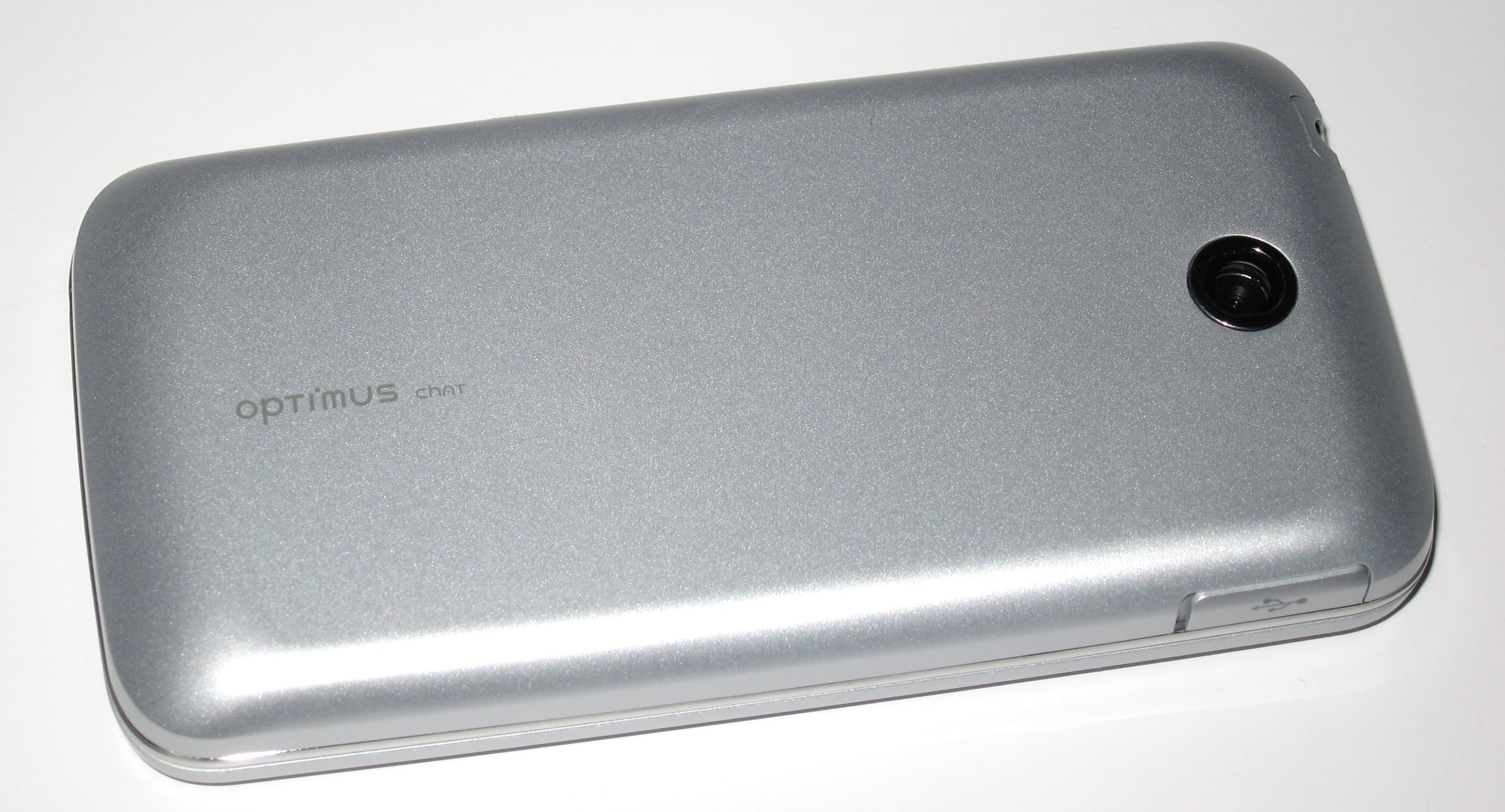
背面

カメラはソニー製の有効300万画素CMOSで、顔追跡機能、オートフォーカス、手振れ補正などがサポートされており、カメラの操作や設定はタッチパネルのみで撮影可能となる。
GPSや国際ローミングサービスであるWORLD WING、Bluetoothに対応している。またモーションセンサーに対応しているため、直感的な操作やアプリケーションの利用が可能となる。FOMAハイスピードでは下り最大7.2Mbps、上り2Mbps、Wi-FiはIEEE802.11b/gが対応している。なおSIMロック解除を行って海外で使用する場合、NTTドコモは3G850MHz帯が使用できると説明しているものの、キャリアによっては周波数帯が微妙に異なり3Gにならないことがある。

### メール・ブラウザ
Flash Playerには対応していないがHTML5には対応している。
メールはGmailやPOP、IMAPのメールがサポートされているほか、spモードアプリがプリインストールされている。Gmailは複数アカウントでプッシュメールが利用できる。また音声入力にも対応している。

## アプリケーション
Android用のアプリケーションマーケットである、Androidマーケットが利用可能で、NTTドコモが提供するドコモマーケットからもアプリケーションをダウンロードができる。なおこれらのなかで日本円に対応したアプリケーションでは、携帯電話料金課金に対応している。

### プリインストールアプリケーション
- Gmail
- Google Maps / Latitude / ナビ
- YouTube
- Google Talk
- メール
- Google検索 / ボイスサーチ
- トルカ
- Twitter / Facebook for LG / mixi / MySpace for LG
- ボイスレコーダー / 電卓 / 電子辞書
- ギャラリー / Evernote / Picasa
- Home selector
- ThinkFree Office /ニュースと天気
- バックアップと復元、/ ビデオプレイヤー / ボイスレコーダー
- 音楽、検索、取扱説明書、設定、電子辞典、電卓、電話、電話帳コピーツール、連絡先

その他に30を越すウィジェットがプリインストールされている。 

### PCとの接続
LG On-Screen Phoneと呼ばれる、メーカー製のソフトウェアを使用することにより、PCの画面上でL-04Cを操作できる。BluetoothやUSBを介して使用する。

## 主な対応サービス
| 主な対応サービス                   | 主な対応サービス                                         | 主な対応サービス                       | 主な対応サービス                                 |
| ---------------------------------- | -------------------------------------------------------- | -------------------------------------- | ------------------------------------------------ |
| タッチパネル                       | FOMAハイスピード7.2Mbps(受信)／2Mbps(送信)               | Bluetooth                              | DCMX／おサイフケータイ                           |
| iアプリオンライン／地図アプリ      | 直感ゲーム／メガiアプリ                                  | iウィジェット                          | マチキャラ／iコンシェル                          |
| ホームU／ポケットU                 | GPS／オートGPS／ケータイお探し                           | デコメール／デコメ絵文字／デコメアニメ | iチャネル                                        |
| 着もじ                             | テレビ電話／キャラ電                                     | ケータイデータお預かりサービス         | フルブラウザ                                     |
| おまかせロック／バイオ認証         | 外部メモリーにアプリ移行／ユーザーデータ一括バックアップ | トルカ                                 | iC通信／iCお引越しサービス                       |
| きせかえツール／ダイレクトメニュー | バーコードリーダ／名刺リーダ                             | 2in1                                   | エリアメール／ソフトウェアーアップデート自動更新 |
| GSM／3Gローミング（WORLD WING）    | 着うたフル／うた・ホーダイ                               | Music&Videoチャネル／ビデオクリップ    | デジタルオーディオプレーヤー（AAC／WMA）         |